# Mente captus
(Sesto Pompeo Festo, De verborum significatu que supersunt cum pauli epitome, p. 153)
Mente càptus, (lett. "preso nella mente") da cui l'italiano mentecatto, era un'espressione utilizzata dai Romani che si riferiva a una persona (equiparata al "furiosus", pazzo) con una limitata capacità di agire, in quanto avente un'infermità mentale.
Secondo il Digesto (raccolta di leggi promulgata da Giustiniano nel 533), una persona «in adversa corporis valetudine mente captus» non poteva fare «eo tempore» un testamento.